# Marius Jaccard
Marius « Maurice » Jaccard (né le 27 mars 1898 à Genève, mort le 19 janvier 1978 à Pully) est un joueur professionnel suisse de hockey sur glace.

## Carrière
Marius Jaccard joue au Lausanne Hockey Club, au Hockey Club Château-d'Œx et au Villars Hockey Club. Avec Château-d'Œx, il remporte le championnat international de Suisse en 1924 lors de sa première saison dans ce club.
Marius Jaccard fait partie de l'équipe de Suisse aux Jeux olympiques de 1920 à Anvers, et aux Jeux olympiques de 1924 à Chamonix. Il est présent également aux championnats d'Europe en 1922.
En outre, Marius Jaccard joue au football au Montriond Sports.
Marius Jaccard est directeur pendant plus de quarante ans du Lycée Jaccard. Fondé en 1912 par son père, qui s'appelle aussi Marius, l'enseignement s'inspire des méthodes anglo-saxonnes alliant sport et études, les pensionnaires du lycée à Pully sont issus de familles riches, importantes et en grande majorité anglaises et américaines.
Il est aussi rédacteur au service des sports de La Tribune de Lausanne.